# Скляров Віталій Федорович
Віталій Федорович Скляров (10 серпня 1935, Чечено-Інгушська Автономна Радянська Соціалістична Республіка, тепер Російська Федерація) — український діяч, міністр енергетики і електрифікації Української РСР (України). Депутат Верховної Ради УРСР 10—11-го скликань (1983—1990 роки). Член ЦК КПУ в 1986—1990 роках. Академік Інженерної академії наук України.

## Життєпис
У 1957 році закінчив Новочеркаський політехнічний інститут (РРФСР) за фахом інженер-електрик, спеціальність «Центральні електростанції, мережі та системи».
У 1957—1973 роках — на інженерних посадах на підприємствах енергетики Ворошиловградської (Луганської) області: стажувальник чергового інженера, начальник зміни електроцеху, черговий інженер електростанції, заступник начальника електроцеху, головний інженер, директор Ворошиловградської державної районної електростанції (ДРЕС).
Член КПРС з 1962 року.
У 1973—1974 роках — головний інженер, у 1974—1976 роках — керуючий, у 1976—1977 роках — генеральний директор виробничого енергетичного об'єднання «Київенерго».
У 1977 — 11 травня 1982 року — 1-й заступник міністра енергетики і електрифікації Української РСР.
11 травня 1982 — 3 січня 1993 року — міністр енергетики і електрифікації Української РСР (України).
З січня 1993 року — на пенсії в Києві.
З серпня 1994 по квітень 1995 року — радник прем'єр-міністра України. Голова Українського національного комітету Міжнародної Ради з великих електроенергетичних систем (CIGRE), президент громадської організації «Асоціація СІГРЕ — Україна».
Автор понад 150 публікацій з питань енергетики, великого числа наукових праць, книг, авторських свідоцтв на винаходів.
Брав активну участь у ліквідації аварії на Чорнобильській АЕС. Цій сумній темі в нашій історії міністр присвятив окрему книгу «Завтра был Чернобыль: документальная повесть», яка перекладена на англійську, німецьку, французьку, іспанську мови.

## Нагороди та відзнаки
- орден Трудового Червоного Прапора
- два ордени
- медалі
- лауреат Державної премії України в галузі науки і техніки
- Почесний енергетик СРСР
- Заслужений енергетик України
- Премія НАН України імені Г. Ф. Проскури (1985 за підсумками 1984 року) — за цикл робіт «Методи та засоби підвищення надійності та ефективності експлуатації енергетичного виробництва», співавтори — Гуляєв Василь Анатолійович, Самойлов Віктор Дмитрович.

## Джерело
- Скляров Віталій Федорович